# Gotthilf Heinrich Schnee
Gotthilf Heinrich Schnee (* 5. August 1761 in Siersleben; † 12. Januar 1830 in Schartau) war ein deutscher Pfarrer, schöngeistiger und landwirtschaftlicher Schriftsteller und als Direktor der vaterländisch-literarischen Gesellschaft der Grafschaft Mansfeld maßgeblich an der Entstehung des Lutherdenkmals in Wittenberg von Johann Gottfried Schadow beteiligt.

## Leben
Gotthilf Heinrich Schnee wuchs als Sohn eines Gastwirts und Gutsbesitzers in Siersleben auf. Nach dem Besuch weiterführender Schulen in Eisleben, Braunschweig und den Franckeschen Stiftungen in Halle studierte er in der Saalestadt und in Leipzig Theologie.
In Leipzig veröffentlichte er anonym Eduard Willmann, dramatisiert; Karl und Elise, eine Geschichte sowie Jacob Urban, oder Beytrag zur Geschichte der deutschen Genie’s. Danach arbeitete er als Hauslehrer, verfasste Gedichte und gab ein Erbauungsbuch heraus.
Im Jahre 1790 erhielt Schnee eine Stelle als Prediger in Großörner bei Mansfeld und engagierte sich für das bonum commune: Schnee war Direktor der Vaterländisch-literarischen Gesellschaft der Grafschaft Mansfeld. Die Gesellschaft verfolgte das Ziel, im Mansfeldischen ein Denkmal für Luther zu errichten. Dieses wurde 1821 jedoch in Wittenberg aufgestellt. Von 1803 bis zu seinem Tod war Schnee zudem Redakteur und Herausgeber der Landwirthschaftlichen Zeitung.
Im Jahre 1809 berief Prinz Ferdinand von Preußen Schnee als Prediger nach Schartau bei Burg. In der Folgezeit verfasste Schnee land- und hauswirtschaftliche Taschen- und Handbücher.